# Il patto del silenzio
Il patto del silenzio (Le Pacte du silence) è un film del 2003 diretto da Graham Guit, tratto dall'omonimo romanzo di Marcelle Bernstein.

## Trama
Joachim Ferrer, medico e sacerdote, indaga sulle cause misteriose della malattia di Sarah, una giovane suora carmelitana, e scopre che Sarah ha una sorella gemella, Gaëlle, la quale ha scontato dieci anni di carcere per l'omicidio di un bambino.